# Relaciones Guatemala-Laos
Las relaciones Guatemala-Laos son las relaciones internacionales entre Laos y Guatemala. Los dos países establecieron relaciones diplomáticas el 20 de febrero de 2008.  Ambos países mantienen embajadores concurrentes desde Nueva York.